# COEX (centre de congrès)
COEX (코엑스) est un centre de congrès et d’exposition, appartenant à la Korea International Trade Association (KITA), situé dans le quartier de Gangnam, à Séoul, dans la province de Gyeonggi, en Corée du Sud.
Le nom d'origine étant KOEX, il a été changé en COEX, le 14 mars 1998. Ceci provient d'un mot-valise avec « COvention » et « EXhibition ».
La station Samseong sur la ligne 2 et la station Bongeunsa sur la ligne 9 sont reliées au COEX.

## Histoire
Le Korea Exhibition Center (KOEX) ouvre ses portes en mars 1979, rebaptisé en Convention and Exhibition (COEX) en juillet 1998, et le Starfield COEX Mall (en) ouvre ses portes en mai 2000.
Il accueille la troisième réunion Asie-Europe (ASEM3) en octobre 2000, la 36e compétition mondiale des métiers (WorldSkills) en septembre 2001, le Centre international des médias lors de la Coupe du monde de football 2002 et la 8e session extraordinaire du Programme des Nations unies pour l'environnement (PNUE) en août 2004.
Le COEX Artium ouvre ses portes au rez-de-chaussée.
Le Sommet du G20 y a lieu entre le 11 et 12 novembre 2010.

## Évènements
- Dialogue Asie-Europe (ASEM3), octobre 2000[3]
- WorldSkills Seoul, septembre 2001[4]
- Coupe du monde de football, juin 2002[5]
- Programme des Nations unies pour l'environnement, août 2004
- Sommet du G20, novembre 2010[6]
- Sommet mondial sur la sécurité nucléaire, mai 2012
- Commission internationale de l'enseignement mathématique, juillet 2012
- Salon de Chocolat Seoul, janvier 2014[7]
- Global Hackathon Seoul, juillet 2014

## COEX dans la culture
- Miss and Mrs. Cops (걸캅스, 2019), film sud-coréen de Jeong Da-won ;
- The God of High School (갓 오브 하이스쿨, 2020), anime sud-coréen de Park Seong-hoo.

## Images

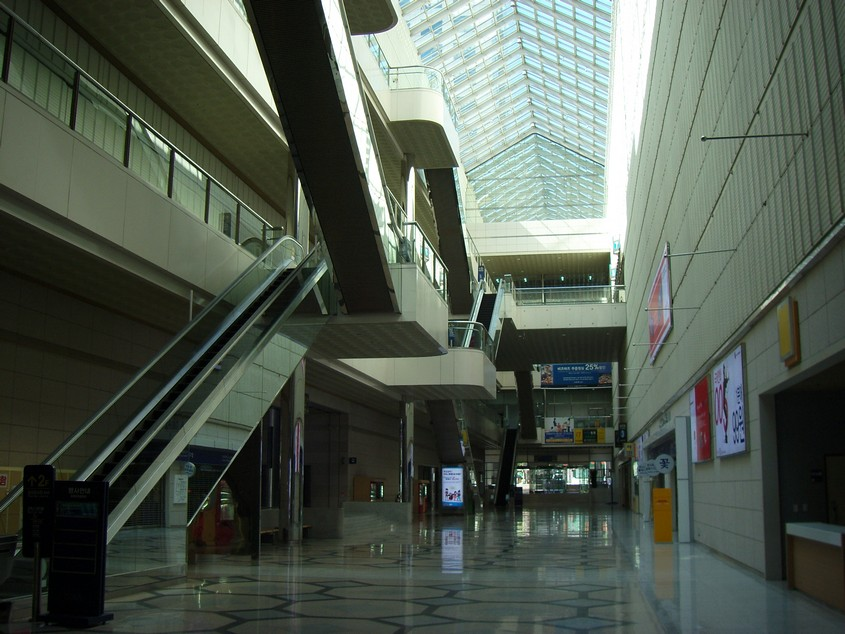
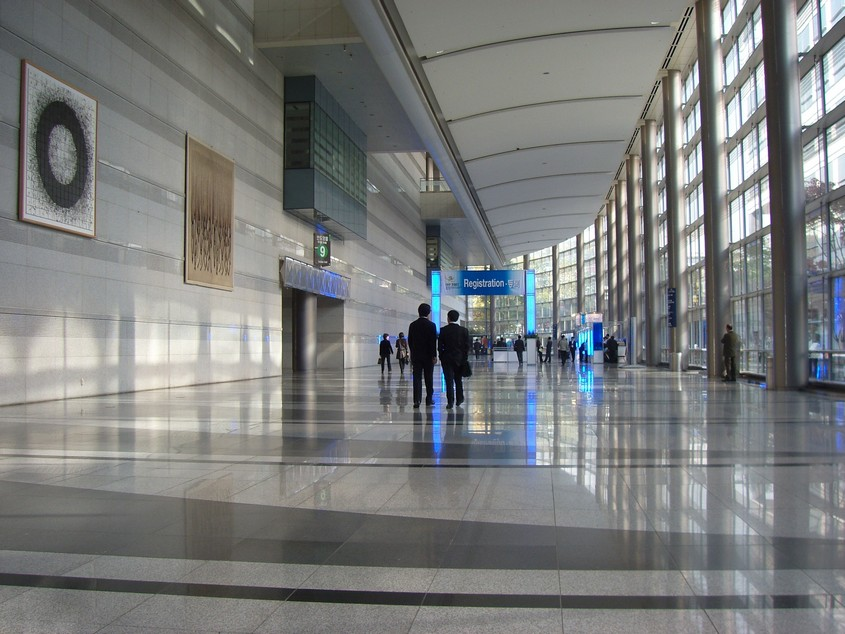
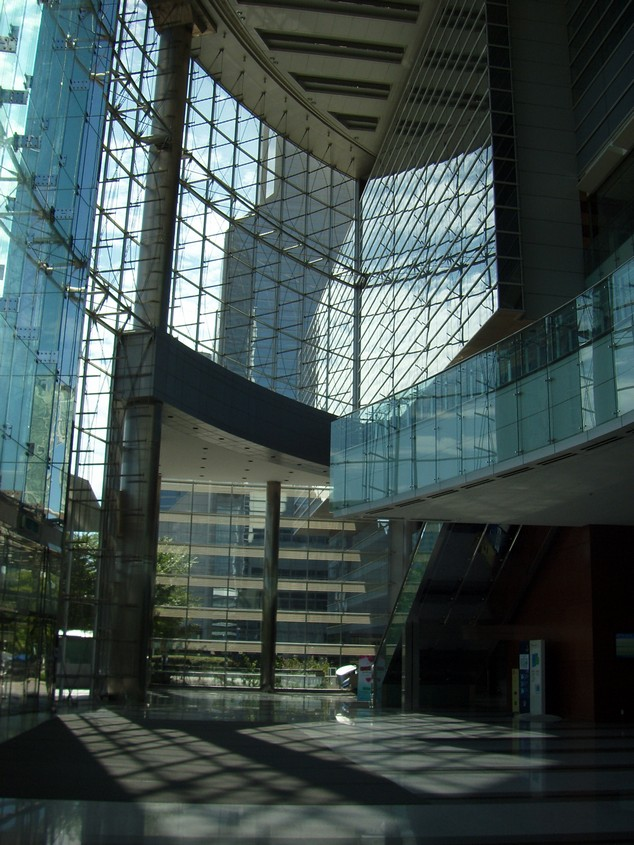
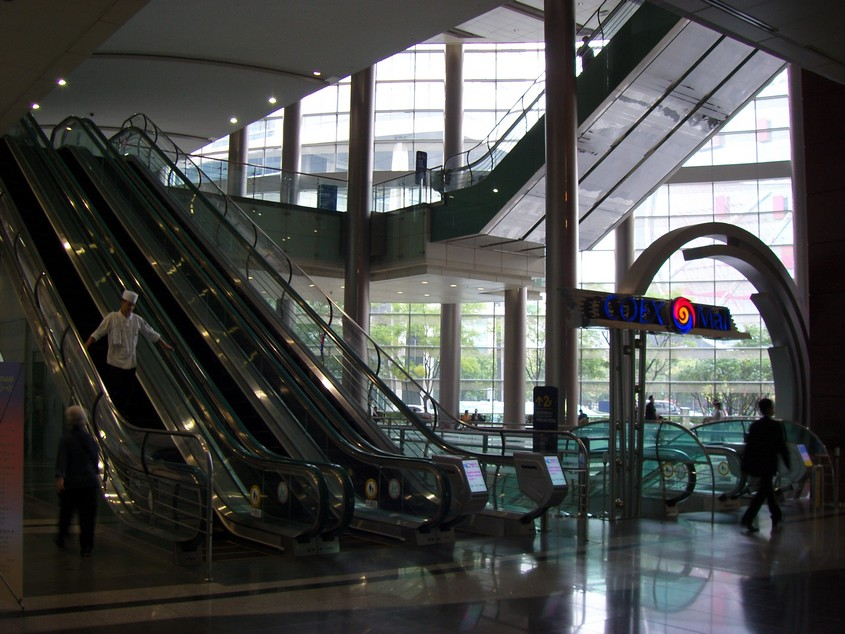
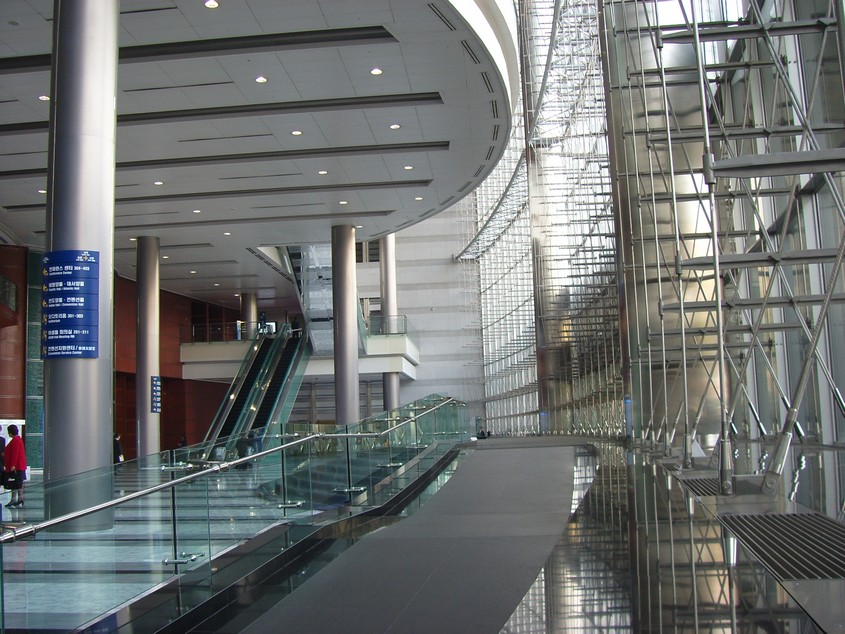